# Azatan
Azatan (en arménien Ազատան) est une communauté rurale du marz de Shirak en Arménie. En 2008, elle compte 5 507 habitants.